# MythTV
MythTV è un'applicazione libera per Linux, rilasciata sotto licenza GPL, pensata per permettere ad ogni computer (che soddisfi certi requisiti minimi) di funzionare come Personal Video Recorder. Il progetto fu avviato nell'aprile 2002 da Isaac Richards.

## Caratteristiche
MythTV è ormai un progetto maturo. A maggio 2005, il software, nella versione 0.18.1, era pienamente utilizzabile. Lo sviluppo è coordinato tramite un server SVN pubblico. Sono attivi vari canali IRC e mailing list per sviluppatori ed utenti.
Alcune delle funzionalità presenti in MythTV sono:
- la divisione fra front-end e back-end, che permette a più macchine front-end di sfruttare contenuti forniti da un back-end composto da uno o più server
- la possibilità di analizzare le registrazioni riconoscendo le pubblicità, dando all'utente la possibilità di saltarle durante la riproduzione
- la possibilità di guardare le registrazioni a velocità accelerata o rallentata, regolando l'altezza del suono
- la capacità di programmare le registrazioni in modo intelligente ed evitando i conflitti
- la disponibilità di informazioni riguardo alla programmazione televisiva (negli USA ed in Canada, grazie a ZAP2 Archiviato il 23 novembre 2005 in Internet Archive.; in molti altri paesi, grazie a XMLTV)
- la possibilità di programmare le registrazioni, amministrare il programma e svolgere molte altre funzioni tramite un'interfaccia web
- il supporto per entrambi i formati televisivi ad alta definizione ATSC e DVB

Il programma supporta qualunque scheda di sintonizzazione TV che sia completamente supportata dai driver del kernel Linux Video4Linux o Video4Linux2, come anche le schede Hauppauge WinTV-PVR 250/350 (e altre simili) che supportano la compressione hardware MPEG-2 tramite iTVC15/16, usando i driver del progetto IvyTV, che è attualmente in sviluppo. Sono supportate anche tutte le schede DVB e pcHDTV con driver Video4Linux.
Chi vuole dedicare completamente una macchina a MythTV può anche usare KnoppMyth, una derivazione della distribuzione Linux Knoppix che ha MythTV preinstallato. È possibile avviare il frontend direttamente da CD, oppure installarla in pochi minuti su hard disk.
Grazie alla sua architettura, nel tempo MythTV si è evoluto estendendo le sue funzionalità. Alcuni dei plugin per MythTV sono:
- MythVideo: un lettore per riprodurre filmati non registrati con MythTV;
- MythMusic: lettore musicale con la possibilità di estrarre CD audio;
- MythDVD: visione e estrazione su disco di DVD e VideoCD;
- MythGallery: visualizzatore di foto;
- MythNews: lettore di feed RSS;
- MythWeather: mostra le previsioni del tempo (prese via internet);
- MythBrowser: un semplice browser web;
- MythGame: frontend per emulatori di console di gioco;
- MythWeb: interfaccia di amministrazione via web;
- MythPhone: supporto alle chiamate telefoniche via internet tramite SIP.

Il sistema di base ed i suoi moduli sono ben integrati fra loro. L'intero sistema può essere controllato con un telecomando  (usando LIRC per gli infrarossi e i moduli del kernel Linux per le frequenze radio).